# Lusafrica
Lusafrica est un label indépendant de musiques du monde basé à Paris. Fondé en 1988 par José Da Silva, producteur français d'origine cap-verdienne, il s'agit du principal label indépendant africain de France.
Produisant surtout à l'origine des artistes lusophones cap-verdiens, telle que Cesária Évora, qui fut la première et plus importante artiste signée par le label (elle réalisait à elle seule entre 35 % et 40 % du chiffre d’affaires en 2004), Lusafrica s'est ensuite diversifié, à la suite de la crise du disque, en produisant également des artistes africains de musique urbaine (DJ Arafat, Meiway, Jey-Liba et Fodé Baro, signés en licence) et en privilégiant les « circuits communautaires » à la grande distribution.
Les albums produits par Lusafrica se vendent surtout en France, au Cap-Vert et aux États-Unis.
Le label est racheté par Sony en 2025.

## Historique

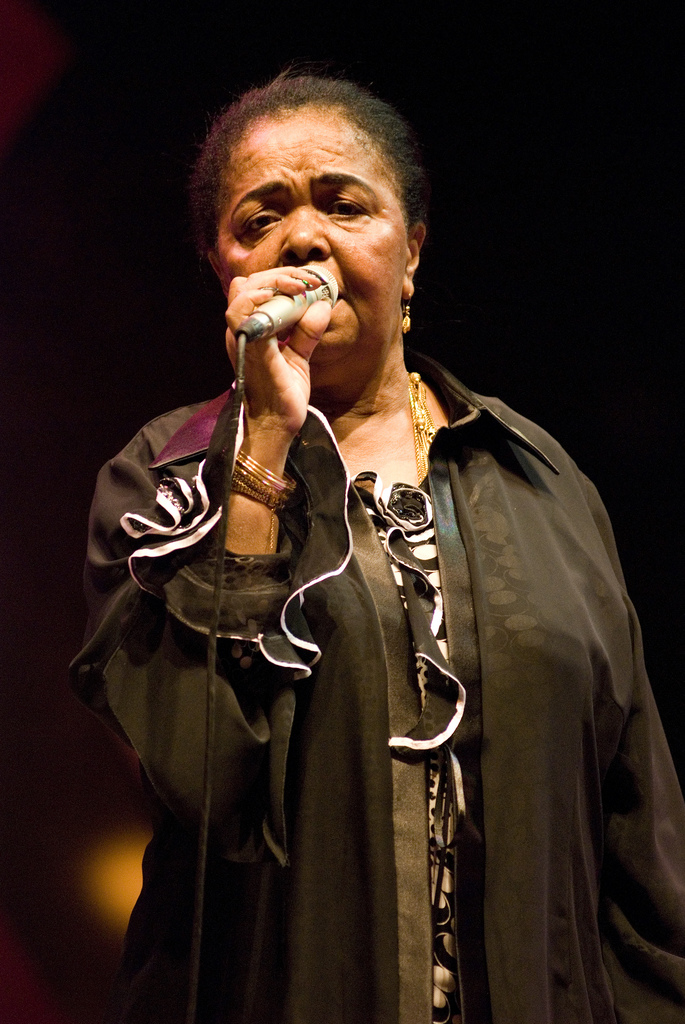
Cesária Évora, personnalité éminente de Lusafrica, pour laquelle le label a été créé.

### Début et succès
C'est en 1987 que José da Silva (né à Praia en 1959), alors aiguilleur à la SNCF, décide de devenir producteur de musique à ses frais. Durant un dîner à Lisbonne, dans le restaurant du chanteur cap-verdien Bana, il entend pour la première fois la voix de Cesária Évora et lui propose une collaboration. 
En 1988, il crée donc le label Lusafrica pour la chanteuse, et lui fait enregistrer son premier album, La Diva aux pieds nus, qui rencontre un grand succès dans la communauté cap-verdienne (3 000 vinyles vendus) avec notamment le tube Bia Lulucha. S'ensuit l'album Distino di Belita (en), en collaboration avec le label parisien Mélodie. En 1991, Cesária Évora donne un concert au festival Musiques Métisses d'Angoulême, et touche pour la première fois un public plus large, hors de la communauté cap-verdienne. La même année sort l'album Mar Azul (en), puis en 1992 Miss Perfumado (500 000 exemplaires vendus), avec le tube Sodade, qui est un succès international et vaut au label de se faire approcher par de grosses majors, comme Sony et BMG. Les recettes engrangées lui permettent de s'installer dans des locaux porte de Pantin (Paris) et d'embaucher des salariés,.
Parallèlement au succès de Cesária Évora, qui gagne un Grammy Awards en 2004, Lusafrica cherche aussi à produire d'autres artistes, ce qui lui fera cependant perdre de l'argent au début des années 2000, son catalogue étant devenu trop étendu et moins rentable.

### Adaptation
Au début des années 2000, José da Silva est donc forcé de réduire le catalogue de Lusafrica et de faire des licenciements (passage d'une dizaine de personnes à seulement 4 agents en France) afin d’assainir les finances. Les compétences du label-même ont également été étendues, se dotant de structures permettant de s'occuper de tout le processus, du repérage d'un artiste à la mise en rayons des disques.
À la suite de la mort de Cesária Évora le 17 décembre 2011, et surtout à la suite de la crise du disque, Lusafrica a dû adapter son offre. Le label ne produit plus que 4 ou 5 albums par an. Étant devenu le seul label parisien distribuant des artistes africains après l'effondrement des autres maisons de disque de la capitale, Lusafrica dispose d'un large choix d'artistes mais les sélectionne avec précaution, n'investissant que dans ceux qui ont un fort potentiel et ont déjà une base de fans relativement importante dans leur communauté. Le label privilégie également les boutiques de proximités et les radios communautaires pour diffuser ses artistes.
Lusafrica, qui avait en 2012 un catalogue de près de 3 000 titres, a créé la société d'édition Africa Nostra, chargée d'étendre ce catalogue. Le label produit surtout des artistes africains, mais également des artistes d'autres origines (Cuba, Brésil) à condition que leurs musiques « puisent dans le capital de l'Afrique ». La musique cap-verdienne constitue encore une base solide, avec Tcheka, Teofilo Chantre, Mario Lucio, Nancy Vieira ou Lura, à côté d'autres artistes africains tels que Meiway,  Mav Cacharel, Fodé Baro, Dj Arafat ou Bonga Kuenda. Le label s'est également lié à Sony pour la distribution de certains disques. Sony rachète le label et sa maison d'édition, Africa Nostra, en 2025 pour moins de 10 millions d'euros.

## Artistes notoires produits
- Boubacar Traoré
- Bonga Kuenda
- Boy Gé Mendès
- Cesária Évora
- Cubanito
- Dj Arafat
- Djelimady Tounkara
- Elida Almeida
- Fantcha
- Hasna El Bacharia
- Idrissa Soumaoro
- Issac Delgado
- Kapa Dech
- King Kester Emeneya
- La Mc Malcriado
- Lucibela
- Lura
- Mav Cacharel
- Medhy Custos
- Meiway
- Mounira Mitchala
- Nancy Vieira
- Oliver N'Goma
- Orquesta Aragón
- Pierre Akendengué
- Polo Montañez
- Sally Nyolo
- Sékouba Bambino
- Septeto Habanero
- Tito Paris
- Zao
- Zêdess